# Epipaleolítico

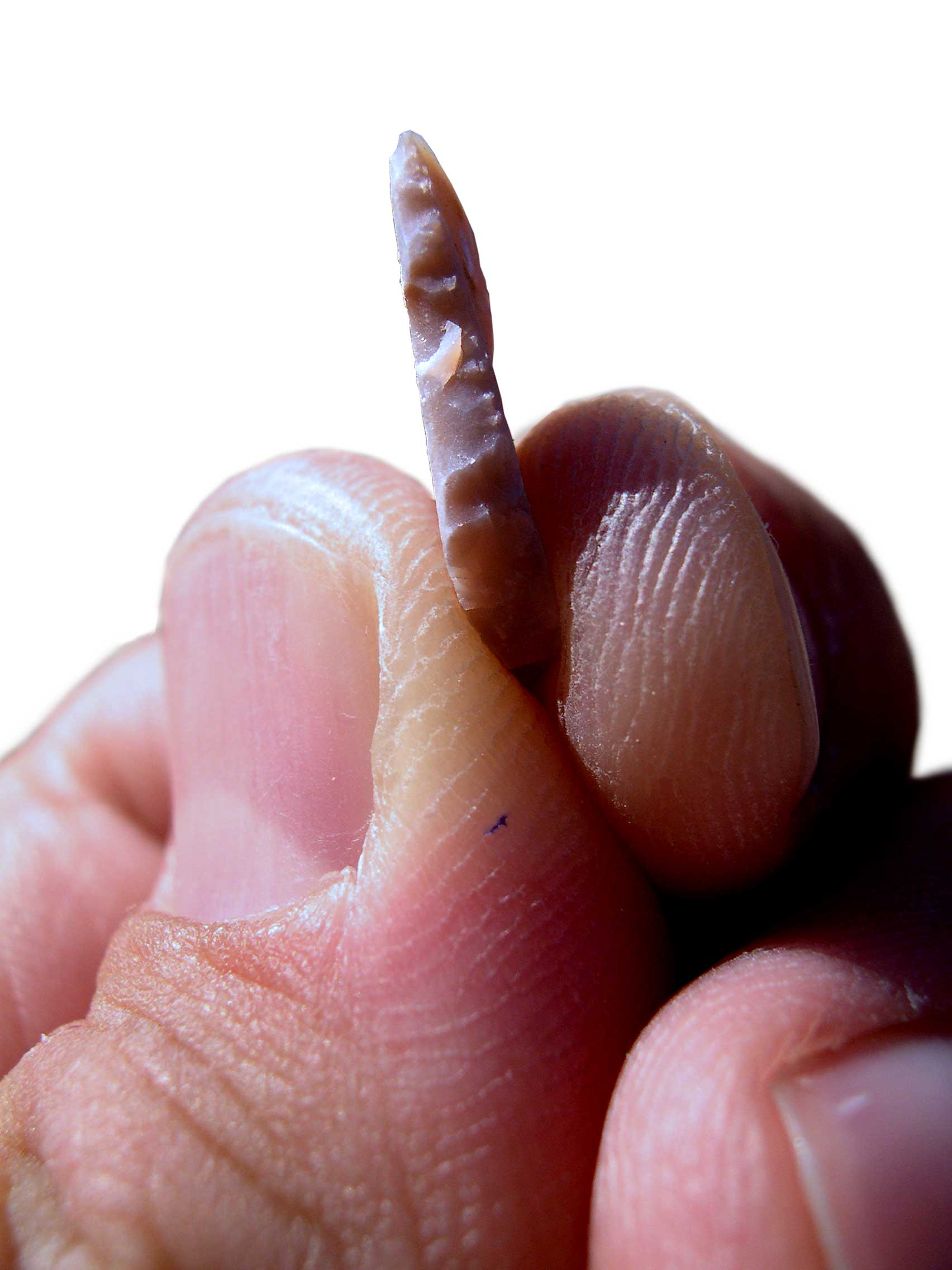
Micropedra pré-histórica

O Epipaleolítico é a fase final e pós-glaciar do Paleolítico, e é o período no desenvolvimento da tecnologia humana que entre o Paleolítico Superior e o Neolítico durante a Idade da Pedra. O Epipaleolítico foi definido como as "indústrias finais do Paleolítico Superior que ocorrem no final da glaciação e que parecem fundir-se tecnologicamente com o Mesolítico". O Epipaleolítico sempre inclui este período no Levante e, frequentemente, no resto do Oriente Próximo.
Situa-se a partir de aproximadamente 9000 a.C., o período começou no final da época Pleistoceno e terminou com a introdução da agricultura faz por volta de 8000 anos (embora em alguns lugares a sua duração fosse superior).
Ao culminar o Pleistoceno manifestou-se o final da última glaciação mediante uma mudança do clima que abriu espaço ao Holoceno. Além disso, esta mudança do clima originou o período do Epipaleolítico. Distinguindo este, pelo menos no Oriente Médio, Anatólia e em Chipre, ou seja, em áreas em onde a revolução neolítica temporã e a mudança do clima pós-glacial não foram muito marcadas.
As temperaturas aumentaram e depois estabilizaram. Devido a isto, ocorreu um degelo que deixou muitas zonas ao descoberto e prontas para ser habitadas pelo ser humano. 

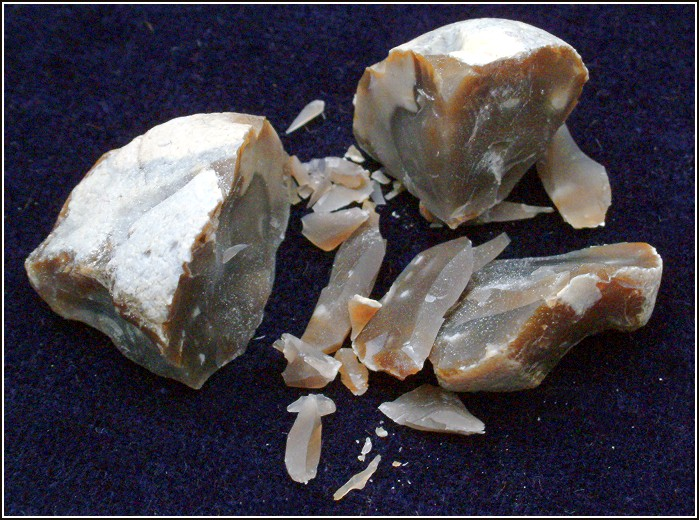
Fracionamento conchoide de pederneira e afiados pedaços cortantes.

As mudanças do clima também provocaram câmbios na vegetação (houve uma expansão da floresta) e, além disso, na fauna. As grandes espécies (como o mamute, por exemplo) quer se extinguiram quer emigraram devido a que não dispunham do alimento ao que estavam afeitos.
Contudo, desenvolveram-se outras espécies próprias da floresta (corças, cervos, coelhos, etc.).
Por tudo isto, os indivíduos que viveram durante este período tiveram de se adaptar à nova situação, e fazer modificações na sua tecnologia e estratégias de caça para assim poder obter os novos recursos. Os caçadores-coletores do Epipaleolítico fizeram ferramentas relativamente avançadas, feitas do pequenos pedaços de pederneira ou com lamelas de obsidiana, conhecidas como micrólitos, que eram unidos em instrumentos de madeira. Eram geralmente nômades, embora na cultura de Natufiense do Levante espanhol fizessem estabelecimentos permanentes.
A caça tornou-se mais controlada devido a que o contato entre o ser humano e outros animais era mais direto.